# Gotha
Gotha (ženský rod, 2. pád Gothy, 3. a 6. pád Gotě) je páté největší město svobodného státu Durynsko v Německu. Bydlí v ní 46 600 obyvatel. Vznikl zde gothajský salám.

## Historie
V červnu 1894 vyslovil Vojta Náprstek přání být po smrti zpopelněn (jako člen pražské městské rady dvakrát podával návrh na zřízení krematoria, ale katolická církev pohřeb žehem neuznávala, a tak byl tento způsob pohřbu v Rakousku zakázán): „Nechám se dovézt do Gothy a upálit!“ Náprstek zemřel 2. září 1894 a velkolepý pohřeb se v Praze konal 6. září. Po rozloučení v interiéru Náprstkovy knihovny se vydal průvod Prahou na současné hlavní nádraží. K pravidelnému večernímu vlaku byl připojen zvláštní vagon s rakví a dva vagony pro účastníky pohřbu, kteří rakev vyprovázeli do Gothy. V krematoriu proběhl obřad 7. září 1894. Poté byla urna s popelem na místní radnici úředně označena a účastníci se vydali na cestu do Prahy.

## Partnerská města
- Martin, Slovensko
- Gastonia, Severní Karolína, USA
- Kielce, Polsko
- Romilly-sur-Seine, Francie
- Salzgitter, Německo

## Významní rodáci
- Otto  Thienemann (1827–1905), vídeňský architekt[6]
- Kathrin Schmidtová (* 1958), německá spisovatelka
- Milan Hauner (1940–2022), český historik, politolog a publicista